# Fundacja Wolnej Myśli
Fundacja Wolnej Myśli – polska instytucja o ideologii racjonalistycznej, założona w 2009 roku przez Mariusza Gawlika, mająca na celu propagowanie postawy wolnomyślicielskiej oraz szerzenia wiedzy z różnych dziedzin nauki.

## Działalność statutowa
W swoim statucie deklaruje swoją misję jako:

Wspieranie procesu edukacji społecznej poprzez upowszechnianie i umacnianie samodzielnego i krytycznego myślenia, rozumowego i naukowego poznawania i wyjaśniania otaczającego świata oraz popularyzację metody i wiedzy naukowej.

Fundacja realizuje swoją misję na wielu polach, wśród których do najważniejszych należą:
- Rozwój portalu Racjonalista.pl
- Działalność wydawnicza
- Organizacja konferencji oraz seminariów  związanych tematycznie z ideologią Fundacji.
- Interwencje w przypadkach naruszenia wolności słowa, neutralności światopoglądowej oraz naruszeniom zasad etyki dziennikarskiej[2].
- Prowadzenie księgarni internetowej[4].
- Działania na rzecz rozdzielenia Kościoła od Państwa[5][6][7].

## Finansowanie działalności
Utrzymuje się głównie z dobrowolnych wpłat oraz majątku zarządu, zaś uzyskane fundusze przeznacza przede wszystkim na stypendia naukowe dla młodzieży, opłaty na serwery oraz opłaty licencyjne za publikowane teksty.
Darowizny na rzecz fundacji w latach 2009, 2010 oraz 2011 wynosiły odpowiednio: 6250 zł, 12 217 zł oraz 6521 zł. Stan konta Fundacji na 1 stycznia 2012 wynosił 3908 zł.